# Iglesia de San Jerónimo de Alfarrasí
La Iglesia de San Jerónimo es un templo católico situado en la calle del Doctor Borrás, en el municipio de Alfarrasí. Es Bien de Relevancia Local con identificador número 46.24.027-003.

## Historia
El templo se comenzó a edificar en 1727. El altar mayor se construyó en 1819 y la torre campanario en 1909.

## Descripción
Se trata de un edificio de una sola nave, con presbiterio, crucero, cúpula y ocho capillas laterales, situadas cuatro a cada lado.
Los frescos del interior son obra de Joaquín Oliet Cruella, quien los realizó en 1823. Se encuentran representados, entre otros, San Gregorio Magno, San Agustín, San Jerónimo y San Ambrosio.